# スポーツ・フォー・オール
スポーツ・フォー・オール（英語: Sports for All）、みんなのスポーツとは、スポーツの大衆化運動、または、その理念やスローガンをさす言葉である。
1960年代以降、先進諸国における産業化、都市化に伴う余暇時間の増大や人間疎外などを背景に、スポーツがそれまでのように一部の才能や機会に恵まれた者だけのためのものではなく、性・年齢・階層などの差異を越えた全ての人々が享受すべき基本的人権であるという認識に基づいて、各国でスポーツ活動の普及振興を図る運動が起こった。
ヨーロッパ・スポーツ・フォー・オール憲章（1975年3月20日-21日、欧州評議会第1回ヨーロッパ・スポーツ閣僚会議採択）、体育・スポーツ国際憲章（1978年11月21日、ユネスコ第20回総会採択）の採択により、この言葉は世界的に広まり、各国のスポーツ政策の指針となっている。